# Jieshou
Jieshou (界首市S, JièshǒuP) è una città-contea della Cina, situata nella provincia dell'Anhui.